# Trinimontius darlingtoni
Genre
Espèce
Trinimontius darlingtoni, unique représentant du genre Trinimontius, est une espèce d'opilions laniatores de la famille des Cosmetidae.

## Distribution
Cette espèce est endémique de la province de Sancti Spíritus à Cuba. Elle se rencontre dans les monts Trinidad.

## Description
Le mâle holotype mesure 7 mm et la femelle paratype 7 mm.

## Étymologie
Cette espèce est nommée en l'honneur de Philip Jackson Darlington Jr. (1904–1983).

## Publication originale
- Šilhavý, 1970 : « A new phalangid from Cuba: Trinimontius darlingtoni gen. nov., sp. n. (Opilionoidea, Cosmetidae). » Reichenbachia, vol. 13, no 14, p. 143–148.